# Rumunia na Zimowych Igrzyskach Olimpijskich 1952
Rumunię na Zimowych Igrzyskach Olimpijskich 1952 reprezentowało 16 zawodników (sami mężczyźni). Był to piąty start reprezentacji Rumuni na zimowych igrzyskach olimpijskich.

## Skład kadry

### Biegi narciarskie
Mężczyźni
| Zawodnik                                                       | Konkurencja        | czas       | Pozycja |
| -------------------------------------------------------------- | ------------------ | ---------- | ------- |
| Constantin Enache                                              | Bieg na 18 km      | 1:11:00,0  | 39.     |
| Moise Crăciun                                                  | Bieg na 18 km      | 1:14:41,0  | 61.     |
| Florea Lepădatu                                                | Bieg na 18 km      | 1:15:42,00 | 63.     |
| Cornel Nicolae Crăciun                                         | Bieg na 18 km      | 1:17:11,0  | 68.     |
| Gheorghe Olteanu                                               | Bieg na 50 km      | 4:23:08,0  | 22.     |
| Ion Sumedrea                                                   | Bieg na 50 km      | 4:24:45,0  | 23.     |
| Dumitru Frățilă                                                | Bieg na 50 km      | 4:30:13,0  | 24.     |
| Ion Hebedeanu                                                  | Bieg na 50 km      | 4:47:58,0  | 32.     |
| Moise Crăciun Manole Aldescu Dumitru Frățilă Constantin Enache | Sztafeta 4 × 10 km | 2:38:23,0  | 10.     |

### Kombinacja norweska
Mężczyźni
| Zawodnik               | Konkurencja   | Bieg narciarski | Bieg narciarski | Bieg narciarski | Skoki narciarskie | Skoki narciarskie | Skoki narciarskie | Skoki narciarskie | Skoki narciarskie | Łącznie | Pozycja |
| Zawodnik               | Konkurencja   | Czas biegu      | Pozycja         | Punkty          | Skok 1            | Skok 2            | Skok 3            | Punkty            | Pozycja           | Łącznie | Pozycja |
| ---------------------- | ------------- | --------------- | --------------- | --------------- | ----------------- | ----------------- | ----------------- | ----------------- | ----------------- | ------- | ------- |
| Cornel Nicolae Crăciun | Indywidualnie | 1:17:11,0       | 20.             | 186,121         | 57,5              | 56,5              | 56,5              | 190,5             | 16.               | 376,621 | 19.     |

### Narciarstwo alpejskie
Mężczyźni
Zjazd
| Zawodnik       | Czas                     | Miejsce                  |
| -------------- | ------------------------ | ------------------------ |
| Mihai Bîră     | 2:54,4                   | 35.                      |
| Dumitru Sulică | 3:07,3                   | 51.                      |
| Ion Cașa       | 3:26,4                   | 59.                      |
| Radu Scîrneci  | Nie ukończył konkurencji | Nie ukończył konkurencji |

Slalom specjalny
| Zawodnik      | Czas 1-go przejazdu | Czas 2-go przejazdu | Łączny czas   | Pozycja |
| ------------- | ------------------- | ------------------- | ------------- | ------- |
| Mihai Bîră    | 1:09,5              | Nie awansował       | Nie awansował | 42.     |
| Ion Coliban   | 1:16,6              | Nie awansował       | Nie awansował | 57.     |
| Ștefan Ghiță  | 1:17,6              | Nie awansował       | Nie awansował | 59.     |
| Andrei Kovacs | 1:31,0              | Nie awansował       | Nie awansował | 77.     |

Slalom gigant
| Zawodnik       | Czas   | Miejsce |
| -------------- | ------ | ------- |
| Mihai Bîră     | 2:53,0 | 45.     |
| Radu Scîrneci  | 3:00,1 | 54.     |
| Dumitru Sulică | 3:01,7 | 59.     |
| Ștefan Ghiță   | 3:06,7 | 64.     |